# مانت ورنون (نیویورک)
مانت ورنون (به انگلیسی: Mount Vernon) شهری در شهرستان وستچستر ایالت نیویورک است که در سرشماری سال ۲۰۱۰ میلادی، ۶۷۲۹۲ نفر جمعیت داشته است. مانت ورنون، به‌طور رسمی در تاریخ ۱۸۹۲ میلادی به‌عنوان یک شهر شناخته شد.